# 藏羊茅
藏羊茅（学名：Festuca wallichiana）为禾本科羊茅属下的一个种。

## 扩展阅读
- 維基物種上的相關：藏羊茅